# Garcinia neglecta
Garcinia neglecta är en tvåhjärtbladig växtart som beskrevs av Eugène Vieillard. Garcinia neglecta ingår i släktet Garcinia och familjen Clusiaceae. Inga underarter finns listade i Catalogue of Life.